# Chimonobambusa marmorea
Chimonobambusa marmorea là một loài thực vật có hoa trong họ Hòa thảo. Loài này được (Mitford) Makino mô tả khoa học đầu tiên năm 1914.

## Hình ảnh

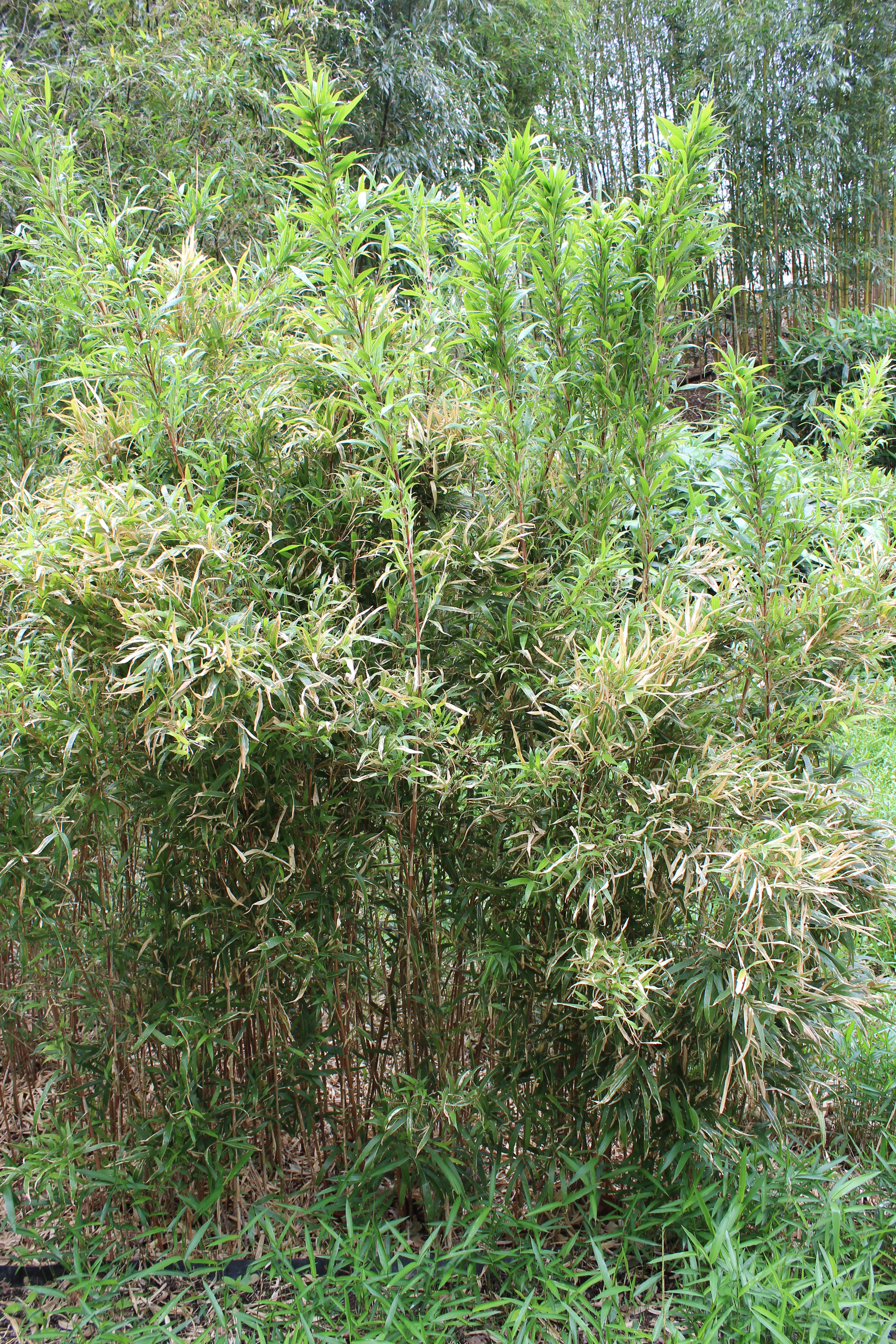
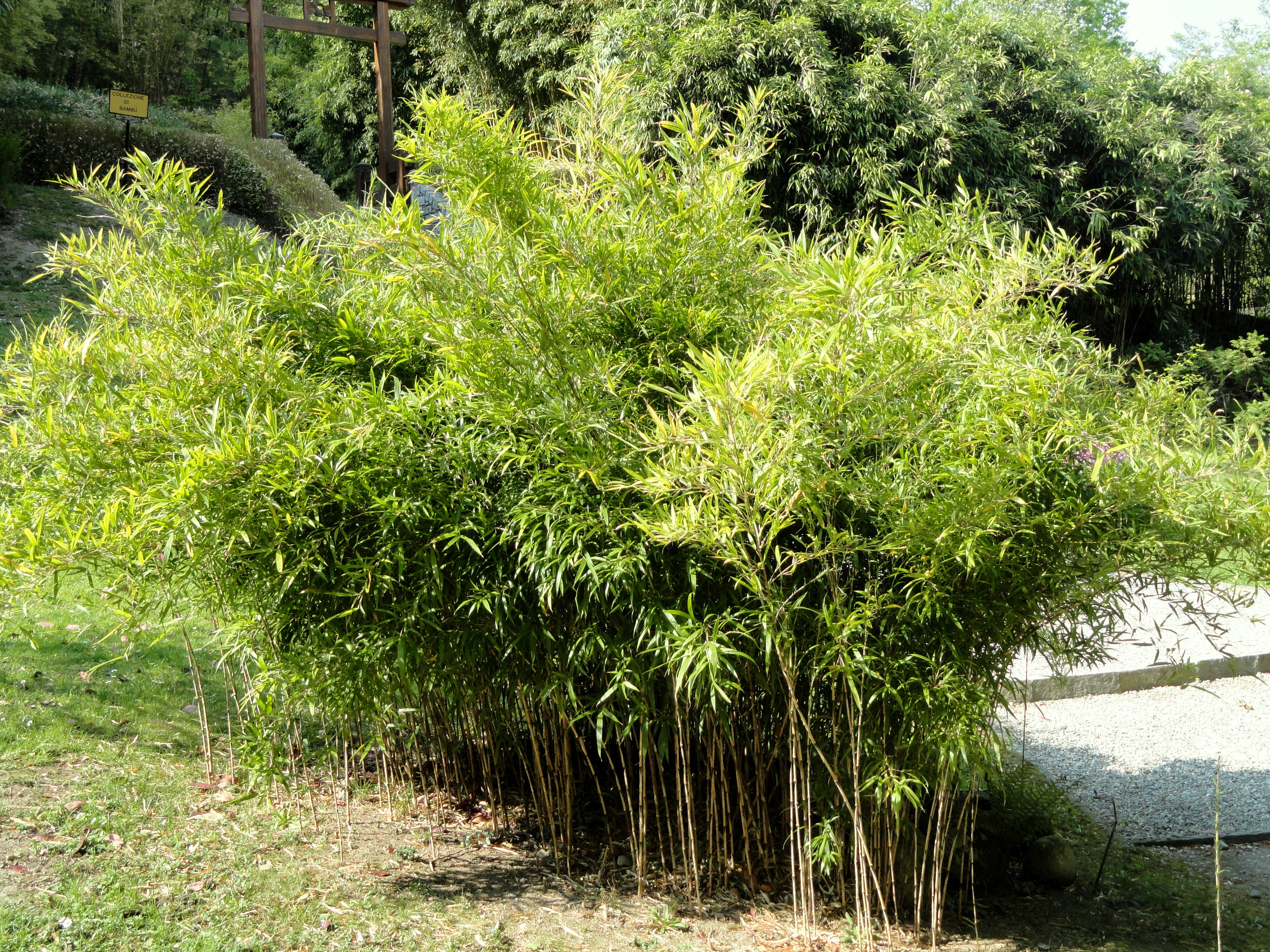